# Хатутичі
Хатутичі (біл. вёска Хатуцічы) — село в складі Молодечненського району Мінської області, Білорусь. Село підпорядковане Лебедівській сільській раді, розташоване в західній частині області.